# 葉偉明

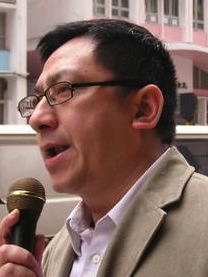
葉偉明

葉偉明，MH（1965年10月18日—），香港立法會功能界別勞工界議員（2008年－2012年），香港工會聯合會權益委員會主任。

## 簡歷
他在1985年加入工聯會，1991年出任工聯會權益委員會秘書，後兼任勞工服務中心總幹事，2003年調職到民航工會擔任副秘書長，並兼任僱員補償保險徵款管理局委員。
2008年，他循功能界別勞工界參選立法會，結果在議席和候選人數目相同的情況下自動當選。
2012年，葉轉戰新界東參加2012年香港立法會選舉，得24,458票排第11而落敗。